# Кувача
Кувача (узб. Quvacha / Қувача) — посёлок городского типа, расположенный на территории Каракульского района Бухарской области Республики Узбекистан.

Статус посёлка городского типа с 2009 года.